# JUNET
JUNET (acronimo di Japan University Network) è stata una rete di computer sviluppata dall'informatico giapponese Jun Murai nel 1984, considerata l'antesignana di Internet in Giappone.

## Storia
Come in altri paesi, Internet fu originariamente concepito come un progetto di rete sperimentale da alcuni informatici con l'obiettivo di condividere su larga scala le proprie risorse informatiche, nonché informazioni, conoscenze e idee. JUNET vide la luce nell'ottobre 1984, quando Jun Murai, professore dell'Università Keio, riuscì nell'intento di connettere tra loro tre università di Tokyo (l'Università di Tokyo, l'Istituto di Tecnologia di Tokyo e la stessa Università Keio). Il sistema impiegava un'implementazione UUCP su linea telefonica ed era in grado di interconnettersi a Usenet e a CSNET.
JUNET utilizzava il dominio di primo livello .junet, il quale sarebbe diventato .jp una volta passato in gestione alla JNIC (precursore di JPNIC) nel 1991. Nel 1987 connetteva tra loro 250 nodi sparsi in 87 istituzioni, ma crebbe fino a collegare 700 istituzioni prima della sua cessazione nell'ottobre 1994, quando ormai il progetto WIDE lo aveva già superato in termini di affidabilità e popolarità. Il suo sviluppo procedette di pari passo con l'implementazione della lingua giapponese nel sistema informatico globale e una delle maggiori implicazioni del sistema avvenne proprio in occasione del primo scambio di e-mail in giapponese tra due computer nel 1986.